# リューネブルク侯領

リューネブルク侯領
Fürstentum Lüneburg

リューネブルク侯領（ドイツ語:Fürstentum Lüneburg）は、神聖ローマ帝国に属する領邦国家の一つ、ブラウンシュヴァイク＝リューネブルク公国の分邦。1269年から1705年までヴェルフ家（ブラウンシュヴァイク＝リューネブルク家）が治めた。名称は侯領の初期の首都リューネブルクにちなむ。リューネブルク市は1370年以降は侯領には属さず、1637年までブラウンシュヴァイク＝リューネブルク公国全体の共同管理地域であった。そしてリューネブルクに代わってツェレが侯領の首都となった。このためリューネブルク＝ツェレ、あるいはツェレと呼ばれることもある。
リューネブルク侯領は1269年、ブラウンシュヴァイク＝リューネブルク公オットー1世の次男ヨハンが兄アルブレヒト1世に自らの分領相続を要求して、ブラウンシュヴァイク＝リューネブルク公国を分割させた時に成立した。ヨハンの男系直系子孫は1369年に絶え、その遺領継承を巡ってザクセン＝ヴィッテンベルクを治めるアスカーニエン家と本家筋でアルブレヒト1世の子孫のブラウンシュヴァイク＝ヴォルフェンビュッテル侯との間でリューネブルク継承戦争が起きた。リューネブルク侯領は短期間ザクセン＝ヴィッテンベルク公の支配を受けたが、1388年にはヴォルフェンビュッテル侯の支配下におかれた。1527年から1641年まで、ハルブルク（現在のハンブルクの一部）を侯の居所とする分邦ハルブルク侯領が存在した。
1582年、リューネブルク侯ヴィルヘルムはホーヤ伯領の半分を相続し、1585年にはディープホルツ伯領を手に入れた。1617年にクリスティアンがグルーベンハーゲン侯領を相続、1641年にフリードリヒ4世がハルブルク侯領を相続した。そして1689年にはゲオルク・ヴィルヘルムがザクセン＝ラウエンブルク公国を獲得した。1648年からはツェレを居所とするリューネブルク侯の弟か甥たちが常にカレンベルク侯領を統治した。
リューネブルク侯領とカレンベルク侯領はその後、共にブラウンシュヴァイク＝リューネブルク選帝侯領の一部を形成することになった。同選帝侯領はカレンベルク侯領の首都ハノーファーにちなみ、ハノーファー選帝侯領と呼ばれた。